# Ferenc József-rend
A Ferenc József-rend (németül Franz-Joseph-Orden) Ferenc József császár és király által trónra lépésének első évfordulóján, 1849. december 2-án alapított, az Osztrák Császárság, majd az Osztrák–Magyar Monarchia magas állami kitüntetése volt az ipar és a kereskedelem fejlesztésében, a tudományok és a művészetek terén nyújtott kiváló teljesítmények elismerésére. A rend nagymestere az uralkodó volt. Az 1851. február 6-ai pátenssel három osztályt alakítottak: nagykereszt, középkereszt és lovagkereszt. Az első világháborút követően, a Monarchia felbomlásával a Ferenc József-rend megszűnt.
A rend adományozása születéstől, vallástól és állástól függetlenül történt, külföldiek és belföldiek egyaránt kaphatták. A rendjel tulajdonosa sem nemességre, sem örökölhető kitüntetésre nem tarthatott igényt, azonban meghívták az udvari ünnepélyekre.
Jelvénye nyolcsarkú, kárminvörös zománcú kereszt, amelynek karjai végükön kikanyarodnak. Előlapján fehér pajzs fekszik, elöl „F. J.” monogram, hátlapján „1849”. A kereszt karjai között a fekete zománcos osztrák kétfejű sas látható, jogar és alma nélkül, csőrében zárt aranyláncot tartva, melynek alsó részén a „Viribus unitis” jelmondat áll. A kereszt felett van az aranyból készült osztrák császári korona. A különböző osztályok jelvényei csak nagyságra különböznek. Szalagja egyszínű vörös; a rendjelt a lovagok a gomblyukban, a parancsnokok a nyakukon, a nagykeresztesek jobb vállukon át viselték. Utóbbiak bal mellükön még egy nyolcsugarú gyémántozott ezüst csillagot hordtak, amelyen a rend keresztje fekszik. A gomblyukban viselt miniatűr dekoráció részére külön aranyláncocskák voltak előírva, amelyek a nagykereszteseknél a koronás kétfejű sas, és „F. J.” koronás monogramból, a parancsnokoknál csak a kétfejű koronás sasokból, a lovagoknál arany pajzsocskákból álltak, utóbbiakon felváltva egy korona és „F. J.” monogram látható.

## Osztályai
A Ferenc József-rendet eredetileg három osztállyal alapították, amit háromszor kibővítettek. Először 1851-ben, másodszor 1869-ben és legvégül 1901-ben.
| Ribbon bars | Ribbon bars                     | Ribbon bars  | Ribbon bars          | Ribbon bars  |
| ----------- | ------------------------------- | ------------ | -------------------- | ------------ |
| Nagykereszt | Középkereszt a csillaggal(1869) | Középkereszt | Tisztikereszt (1901) | Lovagkereszt |

## A rend tagjai

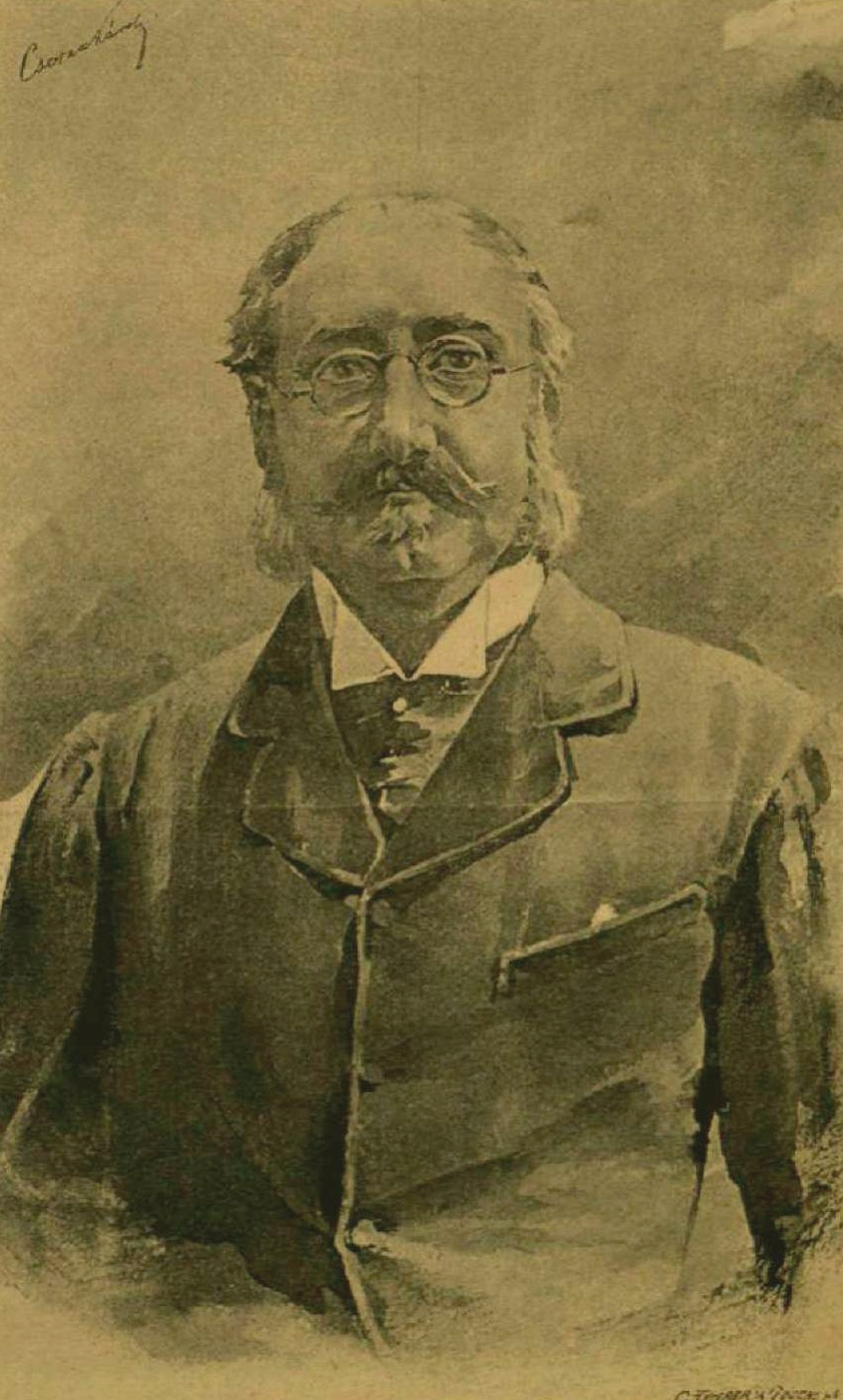
Benicei és micsinyei Beniczky Ferenc (1833–1905) Pest vármegye és Kecskemét város főispánja, országgyűlési képviselő, császári és királyi kamarás

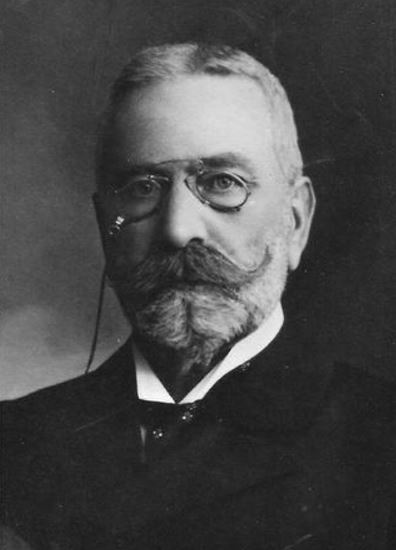
Pósfai Horváth János (1839–1923), a Magyar királyi államvasutak gépgyára igazgatója, a Ferenc József-rend lovagja

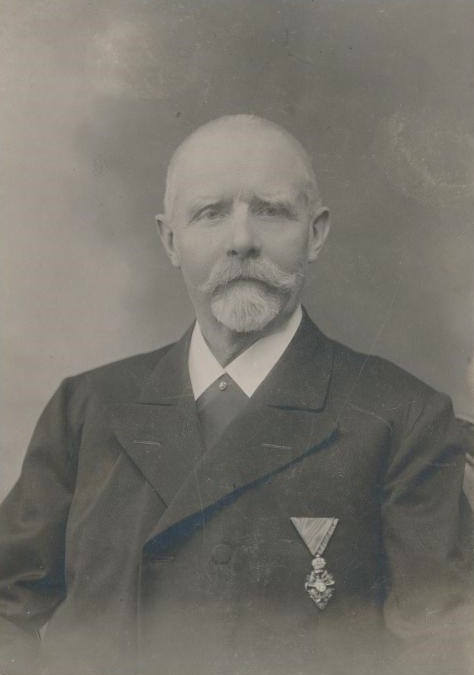
Lenz János Nepomuk (1843–1913) budapesti nagykereskedő, a Lenz testvérek cég társtulajdonosa, a nagypolgári Lenz család sarja

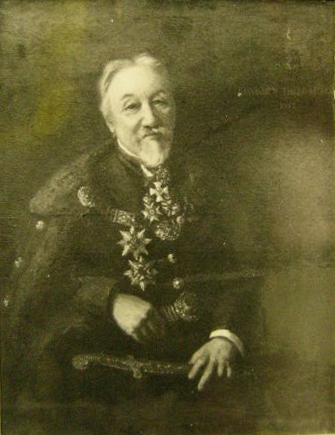
Konkoly Thege Miklós (1842–1916), csillagász, meteorológus, az MTA tagja, zeneszerző, országgyűlési képviselő

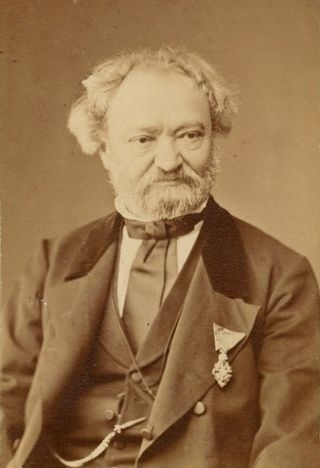
Erkel Ferenc (1810–1893), zeneszerző, karmester, zongoraművész és sakkmester

### Nagykeresztesek
- Benicei és micsinyi Beniczky Ferenc (1833–1905) miniszter
- Velencei Hauszmann Alajos (1847–1926) műépítész
- Ivándai Karátson Lajos (1853–1932), honvédelmi államtitkár, országgyűlési képviselő
- Gróf zicsi és vázsonykői Zichy Géza (1849–1924)[1]

### Középkeresztesek (Parancsnokok)
- Nemescsói Asboth Emil (1854–1935), a Ganz és Társa-Danubius Rt. vezérigazgatója.
- Emich Gusztáv (1843–1911), magyar királyi asztalnok, magyar királyi udvari tanácsos, zoológus
- Szepes-szombati Genersich Antal (1842–1918), orvos és egyetemi tanár, a Magyar Tudományos Akadémia rendes tagja.
- Liszt Ferenc (1811–1886)
- Konkoly Thege Miklós (1842–1916), a középkereszt csillaggal fokozat tulajdonosa
- Nagymányai Koller Sándor (1853–1919), Veszprém vármegye alispánja[2]

### Tisztikeresztesek
- Gobbi Alajos (1842–1932) zeneművész[3]
- Mocsáry Sándor (1841–1915) zoológus, entomológus, az MTA levelező tagja
- Molnár Ferenc (1878–1952)[4] író
- Zerkovitz Emil (1870–1923)

### Lovagkeresztesek
- Babouczek Ede tüzértiszt (1886)[5]
- Baiersdorf Adolf (1826–1890) Temes vármegyei földbirtokos és nagyiparos
- Bakk Endre (1841–1906) római katolikus kanonok
- Bánvárth Sándor (1876–1930) mezőgazdász, a Magyaróvári Gazdasági Akadémia igazgatója
- Berger János (1843–1907) Szilágy vármegye főorvosa[6]
- Bertha György országgyűlési képviselő, főszolgabíró[7]
- Bertha Sándor zeneszerző, zongoraművész, író[8]
- Böhm Gusztáv jószágigazgató (1886. jan. 20.)[9]
- Bukovics Gyula (1841–1914) építész, hadmérnök
- Bund Károly (1869–1931) erdőmérnök
- Pau Casals (1876–1973) spanyol csellóművész, karmester, zeneszerző
- Czárán Antal köztisztviselő, járási szolgabíró (1886. jan. 31.)[10]
- Csergő Károly (1879–1969) köztisztviselő, Csongrád vármegyei alispán
- Csősz Mihály Imre (1838–1916) teológus, piarista tanár
- Dumtsa Jenő (1838–1917) szentendrei főbíró, polgármester
- Dvorák Hubert (1861–1927) gépészmérnök
- Erkel Ferenc (1810–1893) zeneszerző, karmester, zongoraművész
- Fedák István (1848–1919)[11][12], Bereg vármegye tiszti főorvosa, Fedák Sári színművésznő, énekesnő, primadonna édesapja
- Fischer Ignác (1840–1906) majolikagyáros, porcelánfestő (1885. dec. 27.)[13]
- Forrai (Feldmesser) Péter (1869 Tolcsva -1940 Balmazújváros) orvos, népfelkelő ezredorvos[14]
- Frommhold Károly (1810–1876) orvos
- Füssy Tamás (1825–1903) bencés szerzetes, teológus (1890. jan. 7.)[15]
- Füvessy Imre (1857–1932) rendőrtiszt
- Gallé Andor esperes, kis-hartai evangélikus lelkész, 1893
- Góth Imre (1893–1982) festőművész, grafikus, a 46. gyalogezred hőseként
- Gottermayer Nándor (1852–1924) könyvkötő
- Haeffner Artúr (1862–1922) a Kassa-Oderbergi vasút, majd a BHÉV igazgatója.
- Haaber Károly (1864-1944) építész, Alpár Ignác irodavezetője
- Havel Lipót (1847–1933) építész
- Heinrich Lajos orvos (1886. márc. 6.)[16]
- Heinrich Nepomuk János (1818–1888) orvosdoktor, fürdőtulajdonos
- Horváth János (1839–1923) gyáros, a Magyar Királyi Államvasutak Gépgyárának igazgatója
- Hreblay Emil (1868–1930) mezőgazdász
- Hültl Dezső (1870–1946) építész
- Inczédy Dénes Ágoston (1843–1900) ciszterci szerzetes, a pécsi főgimnázium igazgatója
- Jurenák Sándor (1820–1901) földbirtokos (1899)
- Kain Albert (1858–1909) vasútépítő mérnök
- Kallina Károly (1833–1910) királyi főerdőmester, a Magyar Erdészeti Országos Egyesület és az Országos Vadászati Védegylet alapítója
- Kelenföldi Kelemffy Károly (1835–1912) mérnök, tüzértiszt
- Kermeszky Mór ügyvéd (1890. jan. 13.)[17]
- Kéry Imre (1798–1887) orvos, közegészségügyi szervező
- Knörlein Antal katonaorvos (1886)[18]
- Kol Ferenc (1869–1939) okleveles mérnök, postaműszaki főigazgató, helyettes államtitkár [19]
- Kordina Zsigmond (1848–1894) gépészmérnök
- Kormos Béla (1838–1901) közjegyző[20]
- Kórnel Mindszenti Lichtenberg (1848-1933) magyar orvos, fül-orr-gégész, egyetemi magántanár
- Kőrösy József (1844–1906) statisztikus, az MTA tagja
- Krasznyánszky Károly (1855-1920) trencséni piarista házfőnök, tanár, egyházi író
- Kresz Géza (1846–1901) orvos, a Budapesti Önkéntes Mentőegyesület megalapítója és első igazgató főorvosa
- Meskó Pál (1857–1930), mezőgazdász, a Hangya Fogyasztási Szövetkezet ügyvezető igazgatója
- Lenz János Nepomuk (1843–1913) nagykereskedő
- Leszl Jakab (1871–1933) bankigazgató, a Pénzintézeti Központ ügyvezető igazgatója
- Littke József nagykereskedő, pezsgőgyár-tulajdonos (1888. dec. 24.)[21]
- Marek József (1868–1952) állatorvos, az MTA tagja
- Matuska Alajos (1847–1934) jogász, Budapest alpolgármestere
- Mechwart András (1834–1907), gépészmérnök, a magyarországi villamosipar elindítója
- Mihalik János (1818–1892) vízépítő mérnök
- Náday Ferenc (1840–1909) színművész, rendező
- Nagy László (1862–1937) honvédtiszt
- Neupauer Román jogász (1886)[22]
- Neÿ Ákos (1881–1967) mérnök, a MÁV és a DSA igazgatója
- Pákey Lajos (1853–1921) építész
- Perotti Gyula (1841–1900) operaénekes (1886. jan. 8.)[23]
- Petzval József (1807–1891) mérnök, feltaláló, matematikus
- Podhratzky László pénzügyőr (1890. márc. 12.)[24]
- Póra Ferenc (1844–1908) felsőiskolai igazgató (1905)
- Ráth Mátyás (1829–1913) nagykereskedő, a Pécsi Kereskedelmi és Iparkamara elnöke (1889. febr. 22.)[25]
- Renner Gusztáv (1845–1908) mezőgazdász, bankár, a kisbéri ménesbirtok igazgatója (1884)
- Révy Géza Viktor (1845–1903) vízépítő mérnök (1886. márc. 11.)[26]
- Ritschl József tüzértiszt (1886)[27]
- Rohrer Ferenc (1844–1908) jószágigazgató, Frigyes főherceg javainak kormányzója[28]
- Seeman Albin katonatiszt (1890. márc. 15.)[29]
- Serly Gusztáv (1831 k. – 1907) orvos (1886. ápr. 2.)[30]
- Sey Lajos (1839–?) mohácsi főszolgabíró, Baranya vármegye főjegyzője, a pécsi Takarékpénztár Rt. egykori elnök-igazgatója. A kitüntetést 1886-ban kapta az z évi mohácsi árvíz elleni védelmi munkálatokért.
- Siegmeth Károly (1845–1912) turisztikai szakíró, barlangkutató
- Simon András P. Jenő OFM.(1842.szeptember 12.) Erdélyi tartományfönök 1889-1898 között.
- Sturlé János hajóskapitány (1886. jan. 24.)[31]
- Sulucz Dénes jogász, törvényszéki bíró (1886. febr. 2.)[32]
- Szabó István nagyszebeni tébolydaigazgató (1886. jan. 30.)[33]
- Szikszay Dániel (1810–1884) jogász, ügyvéd, uradalmi ügyész, tábla- és törvényszéki bíró
- Szivós Lajos köztisztviselő (1886. márc. 30.)[34]
- Szmik Ignác (1815–1886 u.) bányatanácsos (1886. jan. 18.)[35]
- Tamásy Árpád (1861–1939) honvédtiszt
- Temple Rezső (1874–1945) ügyvéd, országgyűlési képviselő, a Gresham kávéház tulajdonosa
- Tanay József (1857–1929) nyomdász, a Munkáspénztár és az ÁFOSZ elnöke (1918. márc. 29.)
- Tenczer Pál (1836–1905) politikus, hírlapíró
- Topits Alajos József (1855–1926) tésztagyáros
- Várady Ignác (1825–1907) vízépítő mérnök (1876)
- Vass Antal (1884–1949) református lelkész, tábori pap[36][37]
- Viszolajszky Károly (1843–1929) római katolikus plébános
- Vízvári Gyula (1841–1908) színész, színházi rendező
- Weinert Ferenc levéltáros (1886. jan. 2.)[38]
- Weisz Dávid vasúti tiszt (1890. jan. 15.)[39]
- Wilhelmi Sándor tengerészeti hadmérnök (1890. febr. 26.)[40]
- Zeidner Ferenc tüzértiszt (1886)[41]
- Zolnay Károly (1833–1925) pedagógus, a szentesi gimnázium igazgató-tanára

## 2017 után
A Habsburg-család I. Ferenc József halálának 101. évfordulóján, 2017. november 19-én az eredetileg az osztrák császár által adományozott magas állami kitüntetést azonos névvel, de magánelismerésként újjáélesztette. Attól az évtől kezdve a család az arra érdemeseknek adományozza a rend parancsnoki, illetve lovagkeresztjét.
- Bárdossy Péter (1969–) történész-levéltáros, családtörténeti kutató
- Várkonyi Tibor (1971–), ügyvéd, családtörténet-kutató, író